# Manuhangi
Manuhangi oder auch Te Fara ist ein Atoll des Tuamotu-Archipels in Französisch-Polynesien. Das Atoll liegt 68 km südöstlich vom Atoll Nengonengo und 52 km westlich vom Atoll Paraoa entfernt. Das ovale Atoll erreicht eine Ausdehnung von 5,4 Länge mal 3,6 km Breite. Die bis zu 20 m tiefe Lagune des Atolls hat keinen schiffbaren Zugang zum Meer. Administrativ gehört Manuhangi zur Gemeinde Hao.

## Geschichte
Die Ureinwohner, die Paumotu, gaben dem Atoll den Namen manu hagi was so viel wie der „Liebliche Vogel“ bedeutet.
Der Erste Europäer der die Insel betrat war der Samuel Wallis im Jahre 1767, er gab dem Atoll den Namen Cumberland.
Obwohl es auf der Insel Häuser und eine Infrastruktur gibt, ist sie nur gelegentlich bewohnt. Auf dem Atoll wird die tahaitianische schwarze Perle gezüchtet. 
Das Atoll befindet sich momentan in Privatbesitz.

## Flora und Fauna
Manuhangi ist ein geschütztes Gebiet mit vielen Vogelarten. Teile der Insel sind mit Kokospalmen, Miki-miki und Fara bewachsen. Neben den zahlreichen Vögeln gibt es noch eine bedeutende Population von Kokoskrabben.